# Trichoneura bontocensis
Trichoneura bontocensis är en tvåvingeart som beskrevs av Alexander 1934. Trichoneura bontocensis ingår i släktet Trichoneura och familjen småharkrankar. Inga underarter finns listade i Catalogue of Life.